# Comté de Ravensberg
1140–1807
Entités précédentes :
- Duché de Saxe

Entités suivantes :
- Royaume de Westphalie

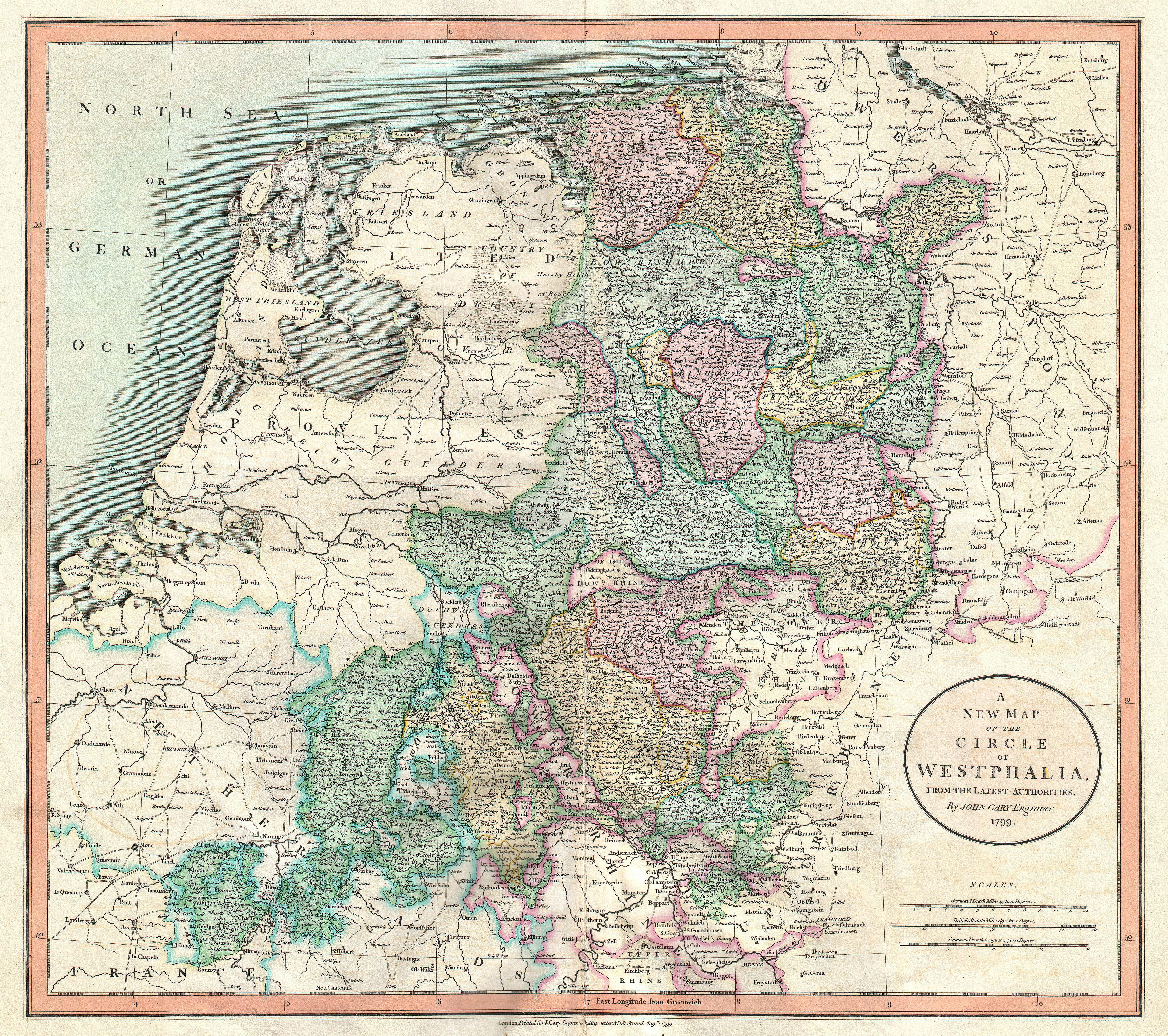
Le comté de Ravensberg (en vert) dans le cercle du Bas-Rhin-Westphalie.

Le comté de Ravensberg était un État du Saint-Empire romain, fondé vers l'an 1140 dans la région de Westphalie en Saxe. Le siège ancestral des comtes était à Bielefeld.
À la suite de l'extinction de la lignée en 1346, il était régi en union personnelle par les comtes et ducs de Berg, les ducs de Juliers-Berg dès 1437, et fut intégré aux duchés unis de Juliers-Clèves-Berg en 1521. Administré par l'État de Brandebourg-Prusse à partir de 1614, il s'est associé à la principauté de Minden en 1719.
Avec l'effondrement du Saint-Empire, le comté devint une partie du royaume de Westphalie créé en 1807. Par la décision du congrès de Vienne en 1815, son territoire passa au district de Minden au sein de la province de Westphalie.

## Territoire
Le comté était borné par la principauté épiscopale de Minden, le comté de Lippe, le comté de Rietberg, le bailliage de Reckenberg, la seigneurie de Rheda, la principauté épiscopale de Münster et la principauté épiscopale d'Osnabrück.
Ainsi délimité, le comté recouvrait les communes suivantes, toutes situées dans le district de Detmold :
- Dans le cercle de Gütersloh, les cinq communes de Borgholzhausen, Halle (Westf.), Steinhagen, Versmold et Werther (Westf.), en entier, ainsi qu'Isselhorst, un quartier de la commune de Gütersloh ;
- Dans le cercle de Herford, les quatre communes de Enger, Hiddenhausen, Rödinghausen et Spenge, en entier, Herford (sans le quartier de Falkendiek), Bünde (sans ses quartiers de Dünne et Spradow), Vlotho (sans le quartier d'Uffeln) et la partie de Kirchlengern au sud de la Werre ;
- Dans le cercle de Minden-Lübbecke, Preußisch Oldendorf (sans ses quartiers de Hedem et Lashorst) et la partie de Bad Oeynhausen au sud de la Werre ;
- Bielefeld.

## Historique

### Le comté sous le règne de la maison de Kalvelage (jusqu'à 1346)
Les comtes de Kalvelage ou Calvelage, mentionnés pour la première fois en 1082, s'installent au château de Ravensberg (de) près de Borgholzhausen vers 1100. Les comtes détiennent le comté comme fief du duché de Saxe depuis le milieu du XIIe siècle. À partir de 1140, ils se font appeler comte de Ravensberg dont on peut considérer la date de création. Ils achètent des marchandises autour de Vechta, Bielefeld, Herford et Halle/Westfalen. Probablement vers 1180, le comté obtient l'Immédiateté impériale. Le 18 juin 1252, Jutta van Ravensberg vend la marchandise à Vechta et dans l'Emsland (voir : Nedersticht (Münster)), à la principauté épiscopale de Münster. En 1346, la maison comtale s'éteint avec le comte Bernard de Ravensberg (nl).

### Le comté sous le règne de la maison de Juliers (1346-1511)
La transition vers la dynastie suivante passe par Marguerite de Ravensberg, la fille du comte Othon IV de Ravensberg (nl) et de Marguerite de Berg. Par son père, elle est héritière du comté de Ravensberg et par sa mère du comté de Berg, territoire le plus important des deux. Elle est mariée à Gérard de Juliers, fils du duc Guillaume de Juliers. Cette Marguerite est souveraine de Berg et Ravensberg et son fils Guillaume lui succède en 1361. Guillaume est élevé au rang de duc de Berg en 1380. Après sa mort en 1408, le duché de Berg et le comté de Ravensberg sont à nouveau séparés car ses deux fils se partagent la propriété : Adolphe devient duc de Berg et Guillaume (nl) devient comte de Ravensberg. En 1409, l'ambt d'Enger est donné à Lippe (nl) en gage.
Le fils de Guillaume, Gérard, ne lui succède pas en 1428, car le comté appartient à son frère Adolphe. Comme Adolphe est également duc de Juliers depuis 1423, les terres de Juliers, Berg et Ravensberg sont réunies dans une seule main. Après la mort de son oncle Adolphe, Gérard devient alors duc. La maison de Juliers s'éteint en 1511 avec le duc Guillaume, fils de Gérard.
Lors de la création des cercles impériaux à la Diète d'Augsbourg en 1500, sous le règne de l'empereur Maximilien Ier de Habsbourg, le comté faisait partie du cercle du Bas-Rhin-Westphalie. 

### Le comté sous le règne de la maison de La Marck (1511-1609)
Parce que Maria de Juliers, la fille de Guillaume II, est mariée à Jean III, duc de Clèves et comte de La Marck, cinq principautés sont désormais unies : les duchés de Berg, de Juliers et de Clèves ainsi que les comtés de La Marck et de Ravensberg. Un mariage avec une fille, Anne de Clèves de cette importante famille est donc politiquement important pour le roi Henri VIII. La ville de Herford est unie au comté en 1547, après la Réforme dans le Stift Herford. En 1609, la dynastie s'éteint avec le duc Jean Guillaume.

### La guerre de succession de Juliers-Clèves (1609-1614)
A la veille de la guerre de Trente Ans, se déroule la guerre de succession de Juliers-Clèves, dans laquelle la composante religieuse joue un rôle important. En 1614, le traité de Xanten a empêché une guerre. Le duché de Clèves et les comtés de La Marck et de Ravensberg appartiennent à l'électeur de Brandebourg et les duchés de Berg et de Juliers au comte palatin de Neubourg. Ce dernier était devenu catholique, juste à temps pour obtenir des appuis contre l'électeur protestant de Brandebourg.

### Le comté sous le règne de la maison de Hohenzollern (1614-1807)

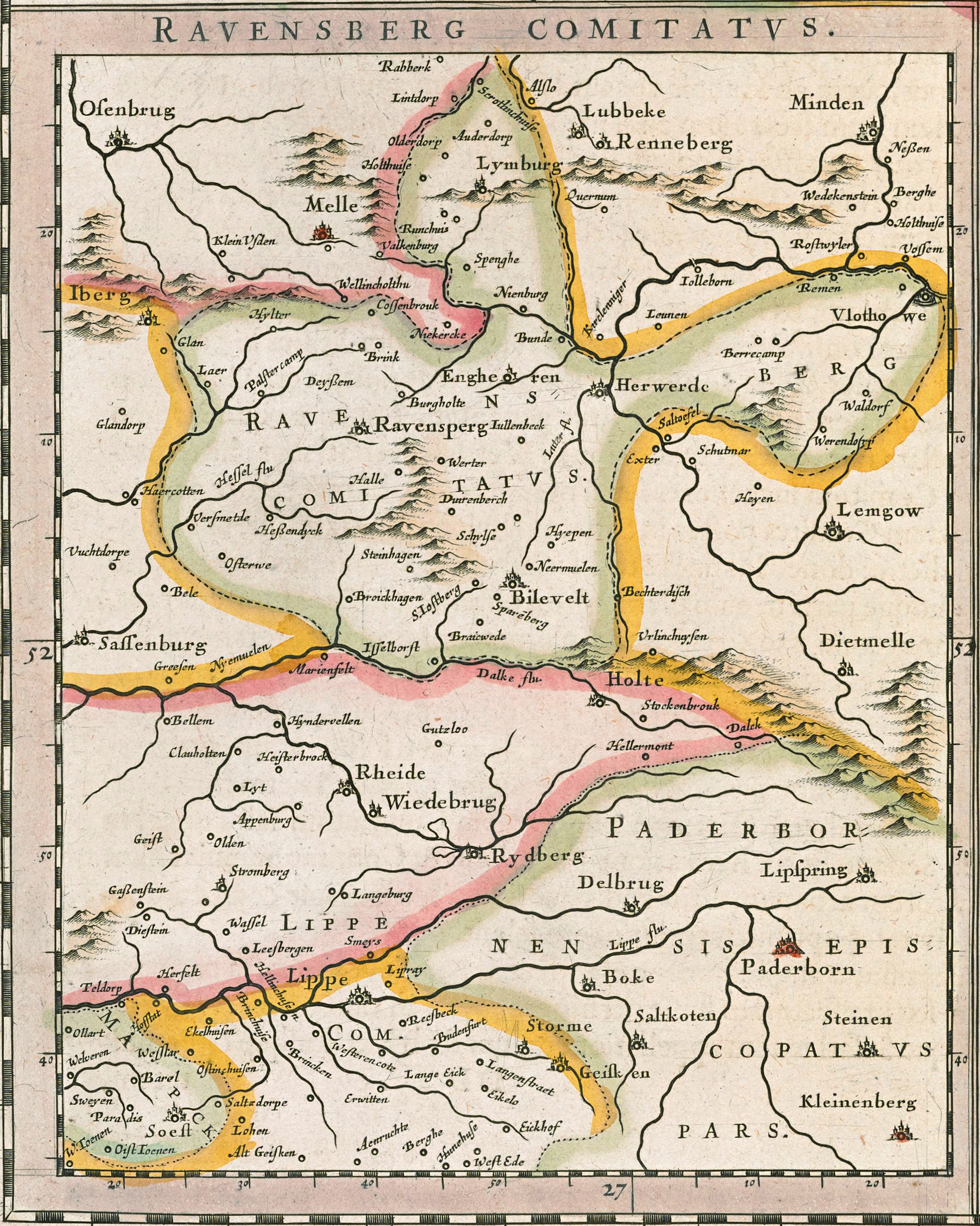
Carte du comté de Ravensberg du XVIIe siècle.

Le comté est un avant-poste de l'électorat de Brandebourg, mais cela s'améliore lorsque le prince-évêché de Minden voisin est accordé à Brandebourg par la paix de Westphalie en 1648. Le comté de Ravensberg et la principauté de Minden sont administrativement liés en 1719, faisant perdre à Bielefeld, la capitale historique de Ravenberg, sa fonction à mesure que l'administration s'installe à Minden et devient alors l'unité administrative de Minden-Ravensberg.

### Le comté après 1807
Après les défaites prussiennes de 1806 et 1807, la Prusse a dû céder tous ses territoires à l'ouest de l'Elbe avec le traité de Tilsit en 1807. Ravensberg est alors rattaché au royaume de Westphalie. En 1810, une partie du comté revient à l'Empire. Après les défaites napoléoniennes de 1812 et 1813, le Comté est rattaché au royaume de Prusse par le congrès de Vienne en 1815.

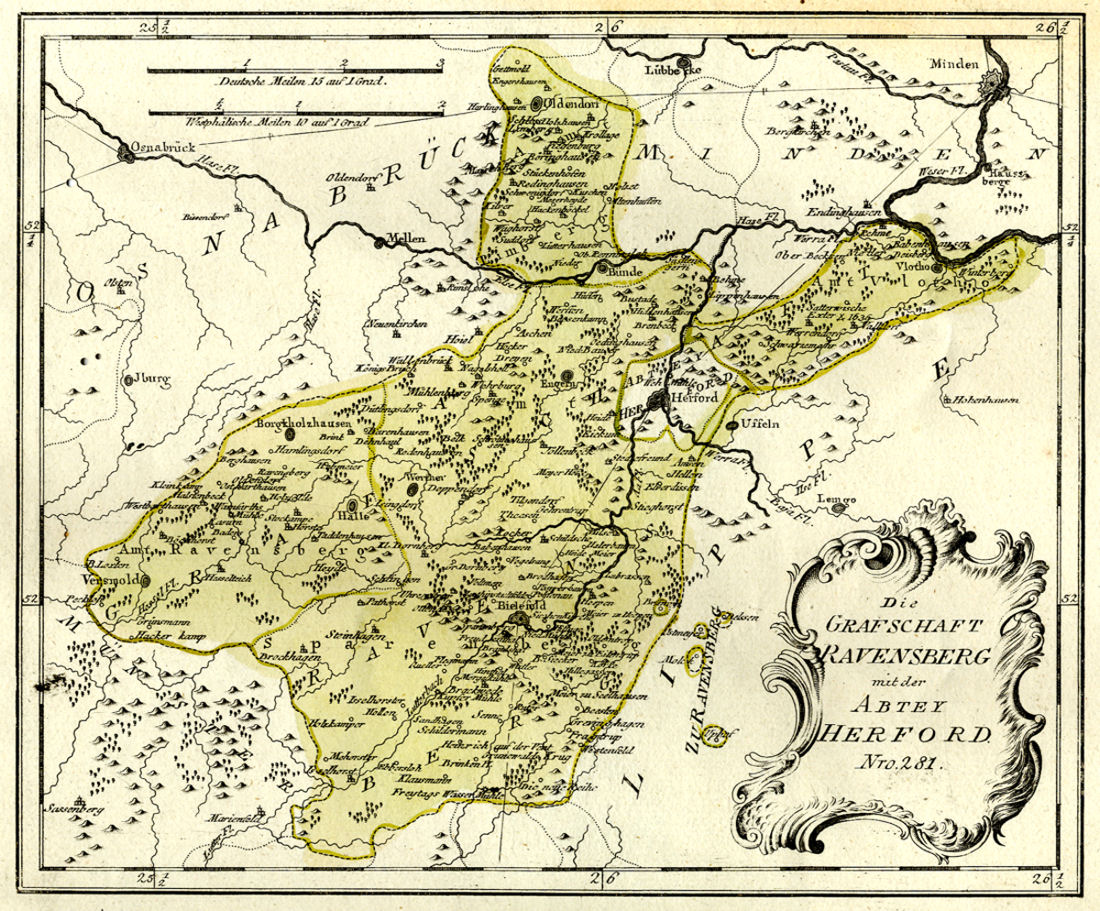
Carte historique du comté de Ravensberg (1798).

## Héraldique

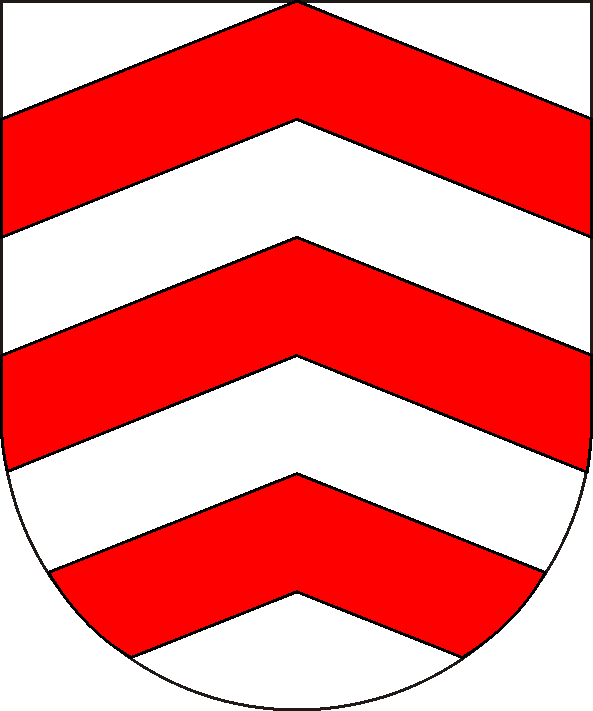
Comté de Ravensberg.
Armoiries de 1360 à 1521
Armoiries de 1521 à 1539.
Armoiries de 1539 à 1543.
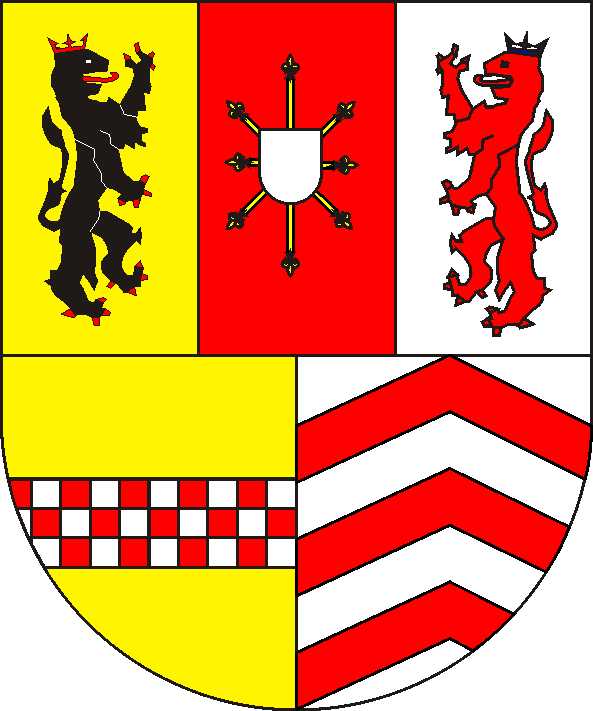
Armoiries de 1543 à 1609.

## Administration
L'union personnelle avec les duchés de Berg et de Juliers en 1437 a entraîné la perte définitive de l'immédiateté impériale du comté. Après l'acquisition de Ravensberg par l'État de Brandebourg-Prusse, les souverains de la maison de Hohenzollern ont demandé le rétablissement du siège à la Diète d'Empire ; néanmoins, la procédure devant la Chambre impériale n'a pas été conclue.
Le comté comprenait : 
- deux villes immédiates :
  - Bielefeld ;

L'organisation territoriale du comté (1801).

  - Herford, incorporée en 1652 (à l'exception de l'abbaye de Herford) ;
- quatre Ämter, subdivisés en bailliages (Vogteien) :
  - Ravensberg (Amt Ravensberg) comprenant les bailliages de Halle, Versmold et Borgholzhausen ;
  - Sparrenberg (Amt Sparrenberg) comprenant les bailliages de Werther, Heepen, Schildesche, Brockhagen, Brackwede et Enger ;
  - Limberg (Amt Limberg) comprenant les bailliages de Bünde et Oldendorf ;
  - Vlotho (Amt Vlotho) comprenant les bailliages de Vlotho et Wehrendorf.

## Comtes de Ravensberg

### Maison de Calvelage-Ravensberg
- Jusqu'à 1144 Hermann I
- c. 1140 – c. 1170 Otto I
- c. 1160 – c. 1180 Heinrich
- c. 1175 – c. 1220 Hermann II
- c. 1220 – 1244 Otto II
- c. 1220 – 1249 Ludwig
- 1249–1306 Othon III (en)
- 1306–1328 Othon IV (en)
- 1328–1346 Bernard

### Maison de Juliers
- 1348–1395 en union personnelle union avec Berg, à partir de 1437 avec Juliers-Berg

- 1346–1360 Gérard Ier
- 1360–1408 Guillaume Ier, ses 2 fils dirigent :
- 1395–1403 Adolphe
- 1403–1428 Guillaume II
- 1428–1475 Gérard II
- 1475–1511 Guillaume III

### Maison de La Marck, ducs
- à partir de 1521 une partie du duché uni de Juliers-Clèves-Berg

- 1511–1539 Jean
- 1539–1592 Guillaume V
- 1592–1609 Jean Guillaume Ier

### Maison de Hohenzollern
- à partir de 1614 Margraves de Brandenburg et les rois de Prusse

- 1614–1619 John Sigismund de Hohenzollern
- 1619–1640 George William, fils
- 1640–1688 Frederick William I, fils
- 1688–1713 Frederick I, fils, roi de Prusse à partir de 1701
- 1713–1740 Frederick William I, fils, roi de Prusse
- 1740–1786 Frederick II, fils, roi de Prusse à partir de 1772
- 1786–1797 Frederick William II, neveu, roi de Prusse
- 1797–1807 Frederick William III, roi de Prusse

rattaché à la France par le Traité de Tilsit de 1807, incorporé dans le royaume de Westphalie

### Sources
- (de) Cet article est partiellement ou en totalité issu de l’article de Wikipédia en allemand intitulé « Grafschaft Ravensberg » (voir la liste des auteurs).

- (nl) Cet article est partiellement ou en totalité issu de l’article de Wikipédia en néerlandais intitulé « Graafschap Ravensberg » (voir la liste des auteurs).